# Miniac-Morvan
Miniac-Morvan é uma comuna francesa na região administrativa da Bretanha, no departamento Ille-et-Vilaine. Estende-se por uma área de 30,93 km². Em 2010 a comuna tinha 4 118 habitantes (densidade: 133,1 hab./km²).